# Tro-Bro Léon 2017
La Tro-Bro Léon 2017, trentaquattresima edizione della corsa e valevole come evento dell'UCI Europe Tour 2017 categoria 1.1, si svolse il 17 aprile 2017 su un percorso di 203,9 km, con partenzane arrivo a Lannilis, in Francia. La vittoria fu appannaggio del francese Damien Gaudin, che completò il percorso in 4h50'22", alla media di 42,133 km/h, precedendo il belga Frederik Backaert e il connazionale Benjamin Giraud.
Sul traguardo di Lannilis 64 ciclisti, su 144 partenti, portarono a termine la competizione.

## Squadre e corridori partecipanti
| N.    | Cod. | Squadra                      |
| ----- | ---- | ---------------------------- |
| 1-8   | TCQ  | ColoQuick-Cult               |
| 11-18 | ALM  | AG2R La Mondiale             |
| 21-28 | FDJ  | FDJ                          |
| 31-38 | COF  | Cofidis                      |
| 41-48 | DMP  | Delko-Marseille Provence-KTM |
| 51-58 | DEN  | Direct Énergie               |
| 61-68 | FVC  | Fortuneo-Vital Concept       |
| 71-77 | ICA  | Israel Cycling Academy       |
| 81-88 | MZN  | Manzana Postobón Team        |
| 91-98 | VWC  | Vérandas Willems-Crelan      |

| N.      | Cod. | Squadra                       |
| ------- | ---- | ----------------------------- |
| 101-107 | WGG  | Wanty-Groupe Gobert           |
| 111-118 | ADT  | Armée de Terre                |
| 121-128 | AUB  | HP BTP-Auber 93               |
| 131-138 | RLM  | Roubaix-Lille Métropole       |
| 141-148 | CIB  | Cibel-Cebon                   |
| 151-157 | DCR  | Delta Cycling Rotterdam       |
| 161-168 | EUS  | Euskadi Basque Country-Murias |
| 171-178 | TJI  | Joker Icopal                  |
| 181-188 | MGT  | Madison Genesis               |

## Ordine d'arrivo (Top 10)
| Pos. | Corridore         | Squadra      | Tempo    |
| ---- | ----------------- | ------------ | -------- |
| 1    | Damien Gaudin     | Armée de Te. | 4h50'22" |
| 2    | Frederik Backaert | Wanty        | a 2"     |
| 3    | Benjamin Giraud   | Delko-Mar.   | a 7"     |
| 4    | Laurent Pichon    | Fortuneo     | s.t.     |
| 5    | Kévin Le Cunff    | Auber 93     | s.t.     |
| 6    | Mathias De Witte  | Cibel        | s.t.     |
| 7    | Arnaud Démare     | FDJ          | a 9"     |
| 8    | Damien Touzé      | Auber 93     | s.t.     |
| 9    | Sylvain Chavanel  | Direct       | s.t.     |
| 10   | Hugo Hofstetter   | Cofidis      | s.t.     |